# Atakule-Fernsehturm

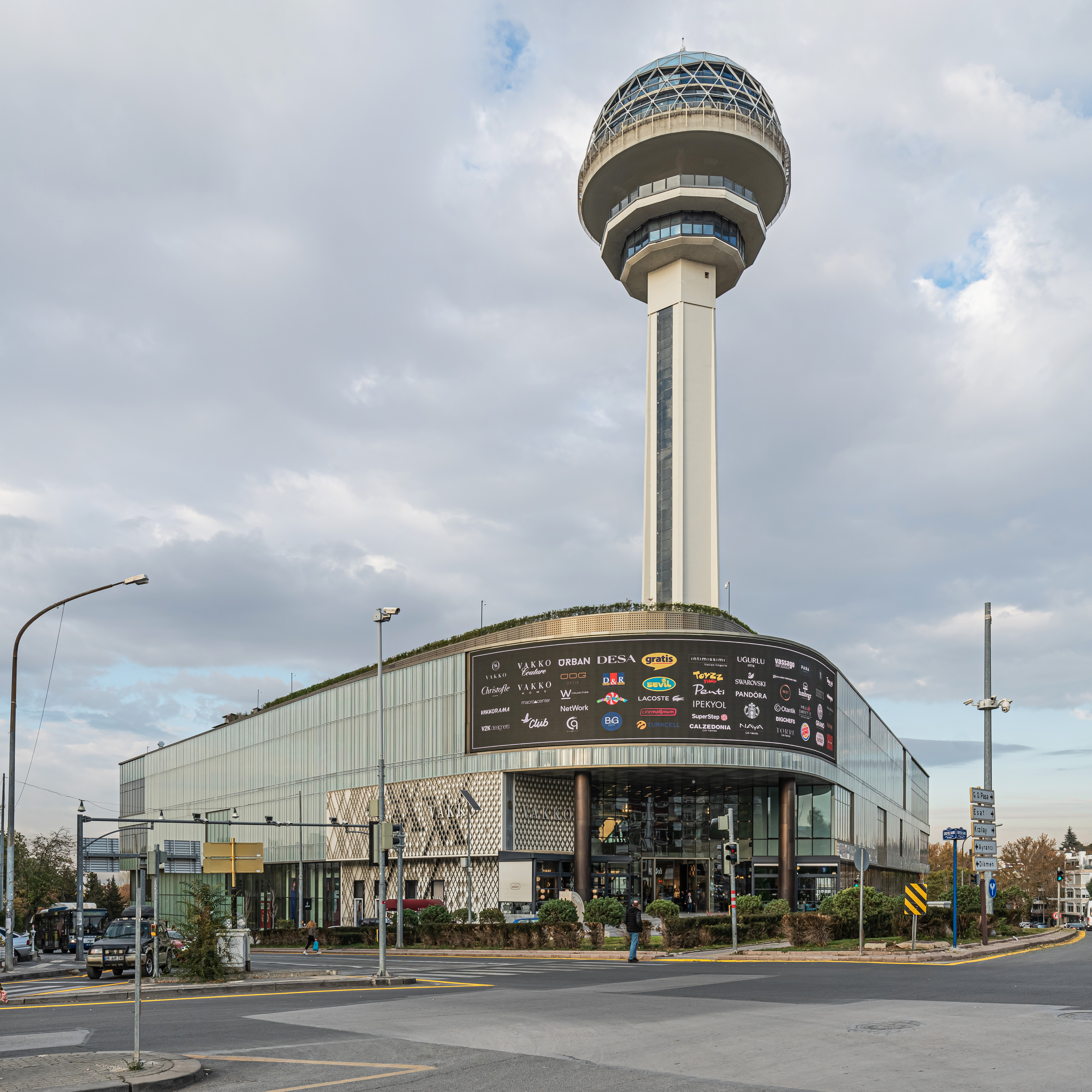
Der Turm mit dem angebauten Einkaufszentrum

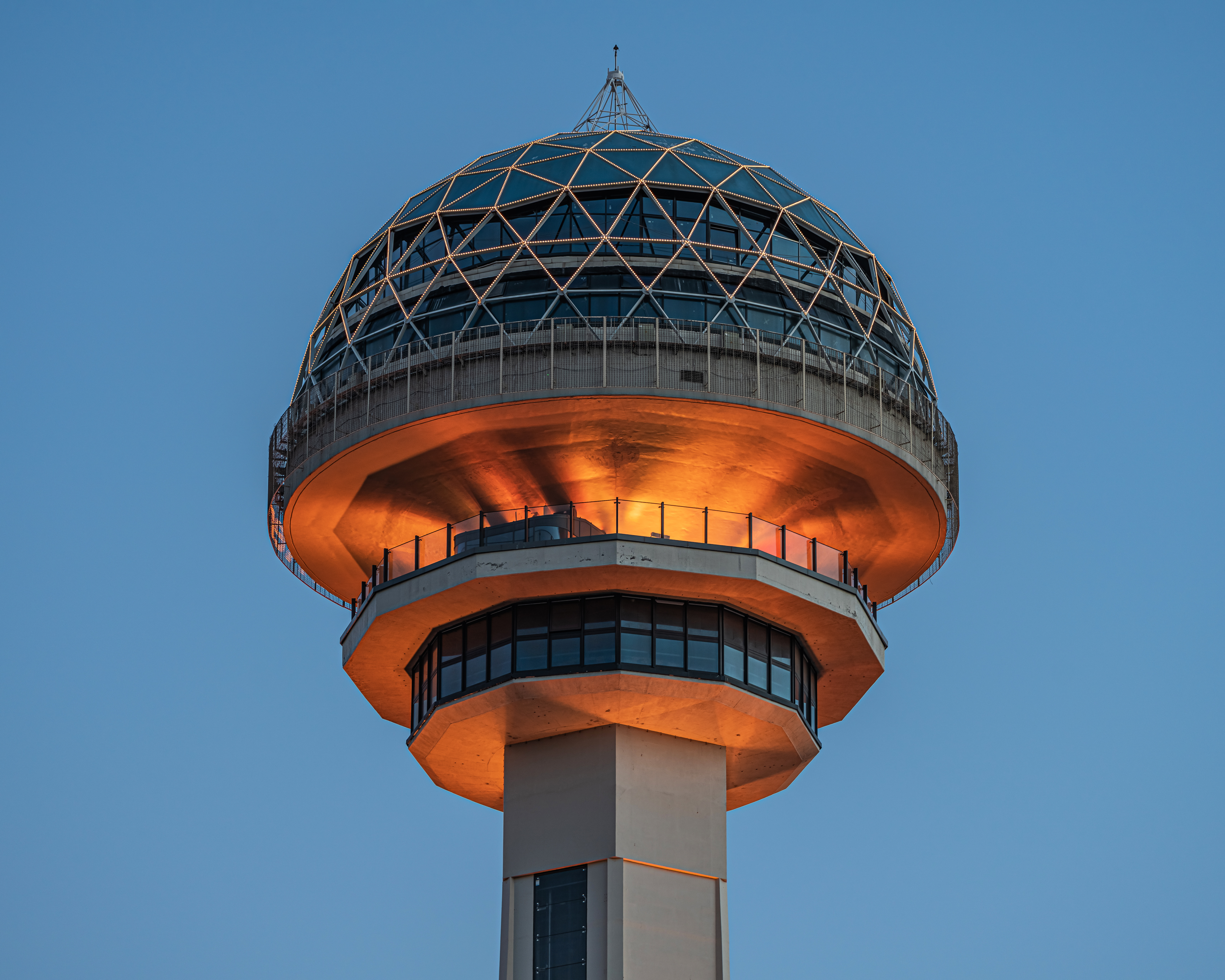
Der Turmkorb in der Dämmerung

Der Atakule-Turm ist ein 125 Meter hoher Turm mit einem Drehrestaurant in der türkischen Hauptstadt Ankara. Der Atakule-Turm wurde 1989 als Aussichtsturm und neues Wahrzeichen der Stadt fertiggestellt. Außer der Aussichtsplattform und des Restaurants befinden sich noch eine Spielhalle, ein Burger-King-, ein Kentucky Fried Chicken- und ein Pizza-Hut-Restaurant und ein Einkaufszentrum um den  Atakule-Turm herum. Er liegt ca. 4 km südlich des Kızılay-Platzes, des Stadtzentrums Ankaras.
Seit dem 12. Juni 2011 ist der Atakule-Turm mit einer LED-Beleuchtungsanlage ausgestattet. Über 10.000 einzeln über DMX ansteuerbare Pixel sorgen jede Stunde für verschiedene Farbszenarien und Shows.